# Tournoi de tennis de Dublin
Le tournoi de Dublin, en Irlande, est un tournoi de tennis féminin du circuit professionnel WTA et masculin du circuit professionnel ATP.
L'édition féminine a été organisée jusqu'en 1974.
Le tournoi masculin a été organisé de 1968 à 1970 et 1974 sur gazon.

## Palmarès dames

### Simple
| Année     | Champion                  | Finaliste                | Score              |
| --------- | ------------------------- | ------------------------ | ------------------ |
| 1879      | May Langrishe             | D. Meldon                | 6–2, 0–6, 8–6      |
| 1880      | D. Meldon                 | Connie Butler            | 6–1, 6–1           |
| 1881      | Pas de compétition        | Pas de compétition       | Pas de compétition |
| 1882      | Mary Abercrombie          | Marian Bradley           | 6–4, 6–1           |
| 1883      | May Langrishe             | Beatrice Langrishe       | 6–0, 6–1           |
| 1884      | Maud Watson               | May Langrishe            | 6–3, 6–2, 6–2      |
| 1885      | Maud Watson               | Louisa Martin            | 6–2, 4–6, 6–3      |
| 1886      | May Langrishe             | Louisa Martin            | 6–3, 6–4           |
| 1887      | Lottie Dod                | Maud Watson              | 6–4, 6–3           |
| 1888      | Blanche Bingley Hillyard  | Bertha Steedman          | 7–5, 6–2           |
| 1889      | Louisa Martin             | Blanche Bingley Hillyard | 7–5, 6–0           |
| 1890      | Louisa Martin             | Lena Rice                | 9–7, 6–4           |
| 1891      | Louisa Martin             | Florence Stanuell        | 6–2, 5–7, 6–0      |
| 1892      | Louisa Martin             | G. Crofton               | 6–1, 6–0           |
| 1893      | Florence Stanuell         | Miss Pope                | 6–2, 6–3           |
| 1894      | Blanche Bingley Hillyard  | Miss Shaw                | 6–3, 6–2           |
| 1895      | Charlotte Cooper          | Lottie Paterson          | 6–4, 6–4           |
| 1896      | Louisa Martin             | Charlotte Cooper         | 6–0, 3–6, 6–2      |
| 1897      | Blanche Bingley Hillyard  | Ruth Dyas Durlacher      | 7–5, 2–6, 6–3      |
| 1898      | Charlotte Cooper          | Louisa Martin            | 6–4, 9–7           |
| 1899      | Louisa Martin             | Ruth Dyas Durlacher      | 6–1, 6–2           |
| 1900      | Louisa Martin             | Charlotte Cooper         | 2–6, 6–1, 6–2      |
| 1901      | Muriel Robb               | Ruth Dyas Durlacher      | 9–7, 6–1           |
| 1902      | Louisa Martin             | Ruth Dyas Durlacher      | 6–8, 6–4, 7–5      |
| 1903      | Louisa Martin             | Maude Garfit             | 6–2, 4–6, 6–1      |
| 1904      | Winifred Longhurst        | Ellen Stawell-Brown      | 6–3, 6–3           |
| 1905      | Winifred Longhurst        | Mrs. A.H.C. Barker       | 6–1, 6–0           |
| 1906      | Winifred Longhurst        | Mabel Parton             | 6–1, 6–1           |
| 1907      | Maude Garfit              | Hilda Lane               | 6–2, 6–2           |
| 1908      | Maude Garfit              | Edith Boucher            | 6–4, 6–2           |
| 1909      | Maude Garfit              | Agnes Tuckey             | 9–7, 9–7           |
| 1910      | Bertha Holder             | Miss Hazlett             | 6–3, 2–6, 6–3      |
| 1911      | Mrs D.R. Barry            | Bertha Holder            | 6–3, 1–6, 6–4      |
| 1912      | Ethel Thomson Larcombe    | Mrs. Norton-Barry        | 6–4, 6–1           |
| 1913      | Mrs D.R. Norton-Barry     | I. Clarke                | 6–2, 7–5           |
| 1914      | I. Clarke                 | Winifred Longhurst       | 9–11, 6–2, 6–4     |
| 1915–1918 | Pas de compétition        | Pas de compétition       | Pas de compétition |
| 1919      | Elizabeth Ryan            | Janet Jackson            | 6–0, 6–1           |
| 1920      | Elizabeth Ryan            | Geraldine Beamish        | 6–1, 6–2           |
| 1921      | Elizabeth Ryan            | Hilda Wallis             | 6–2, 6–4           |
| 1922      | Pas de compétition        | Pas de compétition       | Pas de compétition |
| 1923      | Elizabeth Ryan            | Joanna Davidson          | 7–5, 4–6, 12–10    |
| 1924      | Hilda Wallis              | Price                    | 6–3, 6–4           |
| 1925      | Esna Boyd Robertson       | Daphne Akhurst Cozens    | 9–7, 6–1           |
| 1926      | Hilda Wallis              | Price                    | 6–4, 6–0           |
| 1927      | Phoebe Holcroft Watson    | Elsie Goldsack           | 6–2, 6–2           |
| 1928      | Mrs. Blair White          | Hilda Wallis             | 6–1, 1–6, 8–6      |
| 1929      | Bobby Heine               | Billie Tapscott          | 3–6, 6–3, 6–2      |
| 1930      | Hilda Wallis              | M. French                | 6–2, 6–2           |
| 1931      | Mrs. Blair White          | Norma Stoker             | 6–4, 6–3           |
| 1932      | Jadwiga Jędrzejowska      | Vera Montgomery          | 6–4, 6–2           |
| 1933      | Hilda Wallis              | Norma Stoker             | 6–4, 6–3           |
| 1934      | Hilde Krahwinkel Sperling | Joan Hartigan Bathurst   | 6–3, 6–1           |
| 1935      | Sheila Chuter             | Cristobel Wheatcroft     | 3–6, 6–3, 6–1      |
| 1936      | Anita Lizana              | Nancy Dickin             | 6–3, 6–3           |
| 1937      | Thelma Jarvis             | Valerie Scott            | 6–4, 6–1           |
| 1938      | Helen Wills Moody         | Thelma Jarvis            | 6–4, 6–2           |
| 1939      | Alice Marble              | Susan Noel Powell        | 6–2, 6–4           |
| 1940–1945 | Pas de compétition        | Pas de compétition       | Pas de compétition |
| 1946      | Louise Brough             | Doris Hart               | 6–2, 7–5           |
| 1947      | Jean Bostock              | Betty Lombard            | 3–6, 6–4, 6–1      |
| 1948      | Sheila Piercey Summers    | Mary D. Muller           | 9–7, 6–1           |
| 1949      | Thelma Coyne Long         | Shirley Fry              | 6–1, 4–6, 9–7      |
| 1950      | Pat Todd                  | Barbara Scofield         | 6–3, 6–4           |
| 1951      | Betty Lombard             | Arvilla McGuire          | 6–2, 6–3           |

| No       | Date       | Nom et lieu du tournoi                     | Catégorie  | Dotation | Surface      | Vainqueure           | Finaliste        | Score         |         |
| -------- | ---------- | ------------------------------------------ | ---------- | -------- | ------------ | -------------------- | ---------------- | ------------- | ------- |
| 1        | 07-07-1952 | Irish Lawn Tennis Championships, Dublin    |            | NC       | Gazon (ext.) | Maureen Connolly     | Jean Bridger     | 6-1, 6-1      |         |
| 2        | 05-07-1954 | Irish Lawn Tennis Championships, Dublin    |            | NC       | Gazon (ext.) | Maureen Connolly     | Ginette Bucaille | 6-2, 6-1      |         |
| 3        | 08-07-1963 | Irish Championships, Dublin                |            | NC       | Gazon (ext.) | Billie Jean Moffitt  | Carole Caldwell  | 6-4, 6-3      | Tableau |
| 4        | 04-07-1966 | Irish Championships, Dublin                |            | NC       | Gazon (ext.) | Margaret Smith       | Kathleen Harter  | 6-2, 6-1      | Tableau |
| Ère Open |            |                                            |            |          |              |                      |                  |               |         |
| 5        | 08-07-1968 | Irish Open Championships, Dublin           |            | NC       | Gazon (ext.) | Margaret Smith Court | Ann Haydon-Jones | 6-3, 6-1      | Tableau |
| 6        | 07-07-1969 | Carroll's Irish Open, Dublin               |            | NC       | Gazon (ext.) | Billie Jean King     | Virginia Wade    | 6-2, 6-2      | Tableau |
| 7        | 05-07-1971 | Irish Open, Dublin                         |            | NC       | Gazon (ext.) | Margaret Smith Court | Evonne Goolagong | 6-3, 2-6, 6-3 | Tableau |
| 8        | 10-07-1972 | Carroll's Irish Open, Dublin               | Grand Prix | 26 000 $ | Gazon (ext.) | Evonne Goolagong     | Pat Pretorius    | 2-6, 6-1, 6-2 | Tableau |
| 9        | 09-07-1973 | Carroll's Irish Open, Dublin               |            | NC       | Gazon (ext.) | Margaret Smith Court | Virginia Wade    | 6-2, 6-4      | Tableau |
| 10       | 08-07-1974 | Carroll's Irish Open Championships, Dublin |            | NC       | Dur (ext.)   | Gail Sherriff        | Raquel Giscafré  | 6-4, 6-1      | Tableau |

### Double
| No       | Date       | Nom et lieu du tournoi                    | Catégorie  | Dotation | Surface      | Vainqueures                         | Finalistes                            | Score          |         |
| -------- | ---------- | ----------------------------------------- | ---------- | -------- | ------------ | ----------------------------------- | ------------------------------------- | -------------- | ------- |
| 1        | 08-07-1963 | Irish Championships Dublin                |            | NC       | Gazon (ext.) | Carole Caldwell Billie Jean Moffitt | Geraldine Barniville Eleanor O'Neill  | 6-3, 6-4       | Tableau |
| 2        | 04-07-1966 | Irish Championships Dublin                |            | NC       | Gazon (ext.) | Geraldine Barniville Margaret Smith | Elizabeth Starkie Fay Toyne           | 5-7, 6-2, 6-0  | Tableau |
| Ère Open |            |                                           |            |          |              |                                     |                                       |                |         |
| 3        | 08-07-1968 | Irish Open Championships Dublin           |            | NC       | Gazon (ext.) | Rosie Casals Ann Haydon-Jones       | Margaret Smith Court Patti Hogan      | 6-3, 7-5       | Tableau |
| 4        | 07-07-1969 | Carroll's Irish Open Dublin               |            | NC       | Gazon (ext.) | Karen Krantzcke Kerry Melville      | Rosie Casals Billie Jean King         | 5-7, 6-2, 6-4  | Tableau |
| 5        | 05-07-1971 | Irish Open Dublin                         |            | NC       | Gazon (ext.) | Lesley Turner Betty Stöve           | Margaret Smith Court Evonne Goolagong | 7-5, 6-1       | Tableau |
| 6        | 10-07-1972 | Carroll's Irish Open Dublin               | Grand Prix | 26 000 $ | Gazon (ext.) | Brenda Kirk Pat Pretorius           | Evonne Goolagong Karen Krantzcke      | 6-3, 8-10, 6-2 | Tableau |
| 7        | 09-07-1973 | Carroll's Irish Open Dublin               |            | NC       | Gazon (ext.) | Margaret Smith Court Virginia Wade  | Helen Gourlay Karen Krantzcke         | 8-6, 3-6, 6-4  | Tableau |
| 8        | 08-07-1974 | Carroll's Irish Open Championships Dublin |            | NC       | Dur (ext.)   | Dianne Fromholtz Raquel Giscafré    | Mandy Morgan Pam Whytcross            | 6-2, 6-1       | Tableau |

## Palmarès messieurs

### Simple
| Année     | Champion                   | Finaliste                  | Score                     |
| --------- | -------------------------- | -------------------------- | ------------------------- |
| 1879      | Vere St. Leger Goold       | Charles David Barry        | 8–6, 8–6                  |
| 1880      | William Renshaw            | Vere St. Leger Goold       | 6–1, 6–4, 6–3             |
| 1881      | William Renshaw            | Herbert Lawford            | 1–6, 6–4, 6–3, 6–1        |
| 1882      | William Renshaw            | Ernest Renshaw             | w/o                       |
| 1883      | Ernest Renshaw             | Herbert Lawford            | 3–6, 6–3, 7–5, 1–6, 6–3   |
| 1884      | Herbert Lawford            | Ernest Renshaw             | 6–1, 6–4, 6–2             |
| 1885      | Herbert Lawford            | Ernest Renshaw             | 4–6, 6–2, 3–6, 6–3, 6–4   |
| 1886      | Herbert Lawford            | Willoughby Hamilton        | 5–7, 6–4, 6–4, 7–5        |
| 1887      | Ernest Renshaw             | Herbert Lawford            | 7–5, 6–2, 9–7             |
| 1888      | Ernest Renshaw             | Willoughby Hamilton        | 6–4, 5–7, 6–4, 3–6, 6–2   |
| 1889      | Willoughby Hamilton        | Ernest Renshaw             | 12–10, 6–1, 6–3           |
| 1890      | Ernest Lewis               | Willoughby Hamilton        | 3–6, 3–6, 9–7, 6–4, 7–5   |
| 1891      | Ernest Lewis               | Joshua Pim                 | 6–2, 6–3, 8–6             |
| 1892      | Ernest Renshaw             | Ernest Lewis               | 1–6, 6–4, 6–3, 6–3        |
| 1893      | Joshua Pim                 | Ernest Renshaw             | 6–1, 6–4, 6–1             |
| 1894      | Joshua Pim                 | Thomas Chaytor             | 3–6, 1–6, 6–2, 6–2, 9–7   |
| 1895      | Joshua Pim                 | Wilberforce Eaves          | 6–1, 6–1, 6–3             |
| 1896      | Wilfred Baddeley           | Harold Mahony              | 6–1, 6–2, 3–6, 6–3        |
| 1897      | Wilberforce Eaves          | Wilfred Baddeley           | 1–6, 2–6, 8–6, 6–2, 6–3   |
| 1898      | Harold Mahony              | Wilberforce Eaves          | 6–1, 5–7, 9–7, 8–6        |
| 1899      | Reginald Doherty           | Harold Mahony              | 6–3, 6–4, 5–7, 6–4        |
| 1900      | Reginald Doherty           | Arthur Gore                | 6–4, 7–5, 7–9, 7–9, 6–3   |
| 1901      | Reginald Doherty           | Laurence Doherty           | 6–4, 4–6, r               |
| 1902      | Laurence Doherty           | Sydney Howard Smith        | 6–1, 6–4, 6–1             |
| 1903      | William Drapes             | James Cecil Parke          | 6–0, 3–6, 6–3, 3–6, 6–4   |
| 1904      | James Cecil Parke          | Thomas Douglas Good        | 6–1, 6–2, 6–4             |
| 1905      | James Cecil Parke          | Alexander H. Porter        | 6–3, 6–3, 1–6, 6–3        |
| 1906      | Frank Riseley              | S. Douglas                 | 6–2, 6–1, 7–5             |
| 1907      | Josiah Ritchie             | Thomas Douglas Good        | 0–6, 6–3, 6–4, 7–5        |
| 1908      | James Cecil Parke          | Wylie Grant                | 4–6, 6–1, 4–6, 6–3, 6–0   |
| 1909      | James Cecil Parke          | Alfred Beamish             | 6–3, 6–4, 3–6, 2–6, 6–3   |
| 1910      | James Cecil Parke          | Alfred Beamish             | 6–1, 6–3, 8–6             |
| 1911      | James Cecil Parke          | Simon Frederick Scroope    | 6–3, 6–1, 6–1             |
| 1912      | James Cecil Parke          | George Alan Thomas         | 6–2, 6–1, 6–0             |
| 1913      | James Cecil Parke          | George Alan Thomas         | 6–2, 6–4, 6–3             |
| 1914      | Cecil John Tindell Green   | George Alan Thomas         | 7–5, 3–6, 6–3, 6–8, 6–3   |
| 1915–1918 | Pas de compétition         | Pas de compétition         | Pas de compétition        |
| 1919      | Cecil J. Campbell          | Valentine Miley            | 6–1, 6–3, 6–3             |
| 1920      | Valentine Miley            | George Alan Thomas         | 2–6, 5–7, 6–3, 6–1, 8–6   |
| 1921      | Cecil J. Campbell          |                            |                           |
| 1922      | Pas de compétition         | Pas de compétition         | Pas de compétition        |
| 1923      | George Eric Mackay         | F. Crosbie                 | 7–5, 6–0, 6–1             |
| 1924      | Louis Meldon               | Edward McGuire             | 6–1, 6–0, 6–2             |
| 1925      | Charles Frederick Scroope  | Maurice V. Summerson       | 6–3, 6–3, 6–0             |
| 1926      | Pierre-Henri Landry        | Maurice V. Summerson       | 6–2, 6–1, 6–3             |
| 1927      | Gordon Crole-Rees          | Pat Hughes                 | 6–2, 7–5, 3–6, 6–4        |
| 1928      | George Lyttleton-Rogers    | Dudley Pitt                | 5–7, 6–1, 6–8, 6–4, 6–2   |
| 1929      | John Olliff                | George Lyttleton-Rogers    | 4–6, 6–3, 1–6, 6–2, 6–4   |
| 1930      | Harry Lee                  | Pat Hughes                 | 3–6, 1–6, 6–4, 7–5, 6–0   |
| 1931      | Edward McGuire             | Harry F. Cronin            | 6–2, 6–2, 6–3             |
| 1932      | Sidney. B. Wood            | Gregory Mangin             | 3–6, 6–3, 9–11, 6–3, 6–0  |
| 1933      | Dave N. Jones Jr.          | Clayton Burwell            | 6–3, 4–6, 6–2, 7–5        |
| 1934      | Camille Malfroy            | George Lyttleton-Rogers    | 6–2, 6–3, 1–6, 1–6, 6–1   |
| 1935      | Alan Stedman               | Camille Malfroy            | 7–5, 6–2, 6–1             |
| 1936      | George Lyttleton-Rogers    | Robert Mulliken            | 6–3, 6–2, 6–1             |
| 1937      | George Lyttleton-Rogers    | Trevor G. McVeagh          | 6–1, 8–6, 7–5             |
| 1938      | Owen Anderson              | George Lyttleton-Rogers    | 6–3, 7–5, 4–6, 6–3        |
| 1939      | Murray D. Deloford         | Ghaus Mohammed Khan        | 6–2, 5–7, 6–4, 6–2        |
| 1940–1945 | Pas de compétition         | Pas de compétition         | Pas de compétition        |
| 1946      | Dinny Pails                | Cyril A. Kemp              | 6–1, 6–2, 6–3             |
| 1947      | Tony Mottram               | Cyril A. Kemp              | 6–2, 6–4, 6–2             |
| 1948      | Eric Sturgess              | Sumant Misra               | 6–1, 6–2, 3–6, 6–2        |
| 1949      | Nigel Cockburn             | Syd Levy                   | 3–6, 3–6, 6–4, 6–1, 6–3   |
| 1950      | H. Weiss                   | Bryan Rooke                | 6–1, 6–3, 6–3             |
| 1951      | Abe Segal                  | Guy Jackson                | 6–3, 6–4, 6–0             |
| 1952      | Naresh Kumar               | Steve Potts                | 6–1, 6–4, 6–8, 3–6, 6–2   |
| 1953      | Naresh Kumar               | Joe D. Hackett             | 6–1, 3–6, 6–2, 6–0        |
| 1954      | Hugh Stewart               | Mervyn Rose                | 2–6, 6–4, 6–4, 11–13, 6–4 |
| 1955      | Hugh Stewart               | Bob Howe                   | 6–4, 3–6, 6–1, 13–11      |
| 1956      | Budge Patty                | Hugh Stewart               | 3–6, 6–3, 6–4, 6–3        |
| 1957      | Ashley Cooper              | Jaroslav Drobný            | 6–4, 6–2, 6–3             |
| 1958      | Neale Fraser / Mike Davies | Neale Fraser / Mike Davies | Titre partagé             |
| 1959      | Jack Frost                 | Jon Douglas                | 8–6, 11–9                 |
| 1960      | Dennis Ralston             | Martin Mulligan            | 6–3, 6–4, 7–5             |
| 1961      | William E. Bond            | Frank Froehling            | 6–4, 6–4, 5–7, 11–9       |
| 1962      | Rod Laver                  | Bobby Wilson               | w/o                       |
| 1963      | Bobby Wilson               | Billy Knight               | 6–3, 6–0, 6–3             |
| 1964      | Bobby Wilson               | Roger Werksman             | 6–2, 6–2, 4–6, 6–2        |
| 1965      | Tony Roche                 | Mike Sangster              | 11–9, 13–11               |
| 1966      | Jerry Cromwell             | Graham Stilwell            | 7–9, 6–4, 6–4             |
| 1967      | Keith Wooldridge           | Peter Mockler              | 6–3, 3–6, 6–0             |

| No | Date       | Nom et lieu du tournoi | Catégorie | Dotation | Surface | Vainqueur        | Finaliste        | Score    |  |
| -- | ---------- | ---------------------- | --------- | -------- | ------- | ---------------- | ---------------- | -------- |  |
| 1  | 08-07-1968 | , Dublin               |           | NC $     | NC      | Tom Okker        | Lew Hoad         | 6-1, 6-2 |  |
| 2  | 07-07-1969 | , Dublin               |           | NC $     | NC      | Bob Hewitt       | Nikola Pilić     | 6-3, 6-2 |  |
| 3  | 06-07-1970 | , Dublin               |           | NC $     | NC      | Tony Roche       | Rod Laver        | 6-3, 6-1 |  |
| 4  | 15-07-1974 | , Dublin               |           | NC $     | NC      | Sherwood Stewart | Colin Dowdeswell | 6-3, 9-8 |  |

### Double
| No | Date       | Nom et lieu du tournoi | Catégorie | Dotation | Surface | Vainqueurs                  | Finalistes                | Score         |  |
| -- | ---------- | ---------------------- | --------- | -------- | ------- | --------------------------- | ------------------------- | ------------- |  |
| 1  | 07-07-1969 | , Dublin               |           | NC $     | NC      | Bob Hewitt Frew McMillan    | Nikola Pilić Roger Taylor | 6-2, 2-6, 7-5 |  |
| 2  | 06-07-1970 | , Dublin               |           | NC $     | NC      |                             |                           | NC            |  |
| 3  | 15-07-1974 | , Dublin               |           | NC $     | NC      | Colin Dowdeswell John Yuill | Lito Álvarez Jorge Andrew | 6-3, 6-2      |  |

## Palmarès mixte
| No | Date       | Nom et lieu du tournoi          | Catégorie | Dotation | Surface      | Vainqueures                       | Finalistes                         | Score    |         |
| -- | ---------- | ------------------------------- | --------- | -------- | ------------ | --------------------------------- | ---------------------------------- | -------- | ------- |
| 1  | 08-07-1968 | Irish Open Championships Dublin |           | NC       | Gazon (ext.) | Margaret Smith Court Ken Fletcher | Ann Haydon-Jones Tom Okker         | 6-4, 6-3 | Tableau |
| 2  | 05-07-1971 | Irish Open Dublin               |           | NC       | Gazon (ext.) | Evonne Goolagong Fred Stolle      | Margaret Smith Court Owen Davidson | 6-3, 6-2 | Tableau |